# Alfred Cumming (General)

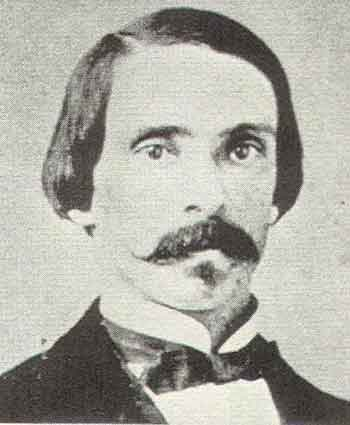
Alfred Cumming

Alfred Cumming (* 30. Januar 1829 in Augusta, Georgia; † 5. Dezember 1910 in Rome, Georgia) war Offizier des US-Heeres und Brigadegeneral des konföderierten Heeres während des Sezessionskrieges.

## Leben
Cumming schloss die Ausbildung an der US-Militärakademie in West Point, New York 1849 als 35. seines Jahrgangs ab. Anschließend diente er unter David E. Twiggs und Albert S. Johnston im Westen. Er nahm im Januar 1861 seinen Abschied aus dem US-Heer und bildete danach Freiwillige für das georgische Heeresaufgebot (Georgia-Militia) aus. Im Juli 1861 wurde er zum Oberstleutnant des 10. Georgia Infanterie-Regiments befördert. Im Oktober desselben Jahres wurde Cummings zum Oberst und am 29. Oktober 1862, nach zwei Verwundungen in der Schlacht am Malvern Hill und der Schlacht am Antietam, zum Brigadegeneral befördert. 1863 diente Cumming unter John C. Pemberton während des zweiten Vicksburg-Feldzuges und der Schlacht um Vicksburg, wobei er in Kriegsgefangenschaft geriet. Nach einem Gefangenenaustausch wurde Alfred Cummings Brigade der Division Carter L. Stevensons in der konföderierten Tennessee-Armee zugeteilt. Nach einer Verwundung in der Schlacht von Jonesboro schied Cummings aus dem Dienst aus.
Nach dem Krieg wirkte Alfred Cumming als Farmer in Rome, Georgia. Im Jahr 1888 reiste er mit einer Delegation von Militärangehörigen nach Korea. Alfred Cumming starb am 5. Dezember 1910 auf seiner Farm und wurde in seiner Heimatstadt Augusta, Georgia bestattet.